# نژاد و سلامت
نژاد و سلامت به این اشاره دارد که چگونه تعلق به یک نژاد خاص بر سلامت تأثیر می‌گذارد. نژاد یک مفهوم پیچیده‌است که در طول دوره‌های زمانی تغییر کرده‌است و بستگی به شناسایی شخصی و به رسمیت‌شناسی اجتماعی دارد. در مطالعه نژاد و سلامت، دانشمندان افراد را در دسته‌های نژادی بسته به عوامل مختلف مانند: فنوتیپ، نسب، هویت اجتماعی، ترکیب ژنتیکی و تجربه زیسته سازماندهی می‌کنند. اغلب در تحقیقات سلامت بین «نژاد» و قومیت تمایز قائل نمی‌شوند.
تفاوت‌ها در وضعیت سلامت، پیشامدهای سلامت، امید به زندگی و بسیاری دیگر از شاخص‌های سلامت در گروه‌های مختلف نژادی و قومی به خوبی مستند شده‌است. داده‌های اپیدمیولوژیک نشان می‌دهد که گروه‌های نژادی از نظر بیماری یا مرگ و میر به‌طور نابرابر تحت تأثیر بیماری‌ها قرار دارند. برخی از افراد در گروه‌های نژادی خاص مراقبت کمتری دریافت می‌کنند، دسترسی کمتری به منابع دارند و به‌طور کلی عمر کوتاه تری دارند. به‌طور کلی، به نظر می‌رسد که نابرابری‌های بهداشتی نژادی ریشه در معایب اجتماعی مرتبط با نژاد مانند کلیشه‌های ضمنی و تفاوت‌های متوسط در وضعیت اقتصادی اجتماعی دارد.
نابرابری‌ها در سلامت به عنوان «تفاوت‌های قابل پیشگیری در بار بیماری، آسیب، خشونت ، یا فرصت‌هایی برای دستیابی به سلامت مطلوب که توسط افراد محروم اجتماعی» تجربه می‌شود، تعریف شده‌است. به گفته مراکز کنترل و پیشگیری از بیماریهای ایالات متحده، آنها ذاتاً با «توزیع نابرابر تاریخی و کنونی منابع اجتماعی، سیاسی، اقتصادی و زیست محیطی» مرتبط هستند.
رابطه بین نژاد و سلامت از منظر چند رشته‌ای مورد مطالعه قرار گرفته‌است، با تمرکز بیشتر بر نحوه تأثیر نژادپرستی بر نابرابری‌های سلامتی، و چگونگی واکنش عوامل محیطی و فیزیولوژیکی به یکدیگر و عوامل ژنتیکی.